# Twinkle, Twinkle Lucky Stars
Twinkle, Twinkle Lucky Stars (en chino: 夏日福星), conocida como El regreso de los supercamorristas en España y Jackie Chan y sus estrellas en Hispanoamérica, es una película de acción y comedia de 1985 de Hong Kong dirigida por Sammo Hung.
Es la tercera película de la saga Lucky Stars, y está protagonizada, además de Hung, por Jackie Chan y Yuen Biao.
Twinkle, Twinkle, Lucky Stars se estrenó en cines en Hong Kong el 15 de agosto de 1985.

## Sinopsis
Los 5 Lucky Stars son asignados por la policía para permitir que una actriz viva con ellos. La actriz tiene información sobre un sindicato del crimen y unos asesinos son enviados a perseguirla.
Ricky (Yuen Biao) y Swordflower se quedarán en la casa de la actriz de incógnito para capturar a los asesinos.

## Reparto
| Actor         | Personaje        |
| ------------- | ---------------- |
| Sammo Hung    | Eric / Kidstuff  |
| Michael Miu   | Pagoda           |
| Richard Ng    | Sandy            |
| Eric Tsang    | Roundhead        |
| Stanley Fung  | Rawhide          |
| Jackie Chan   | Muscles          |
| Andy Lau      | Amigo de Muscles |
| Yuen Biao     | Ricky Fung       |
| Rosamund Kwan | Wang Yi-ching    |
| Dick Wei      | Thug             |
| Phillip Ko    | Matón            |
| Lau Kar-wing  | Matón            |
| Lee Hoi-sang  | Matón            |
| Melvin Wong   | Ma               |

## Estreno
Twinkle, Twinkle, Lucky Stars se estrenó en Hong Kong el 15 de agosto de 1985 y también en Filipinas como Dragon Mission el 6 de mayo de 1987.

### Formato doméstico
El 30 de junio de 2003, Hong Kong Legends lanzó el DVD en el Reino Unido en la Región 2.
Fue lanzado en Blu ray como parte dhttps://cityonfire.com/jackie-chan-collection-volume-2-blu-ray-shout-factory/e la colección The Jackie Chan Collection: Volumen 2 en 2023.